# Limelite, Luv & Niteclubz
Limelite, Luv & Niteclubz è il quarto album in studio della rapper statunitense Da Brat, pubblicato nel 2003.

## Tracce
1. World Premier (featuring M.O.P., Jermaine Dupri & Q Da Kid) – 3:15
2. In Love wit Chu (featuring Cherish) – 4:08
3. Ain't Got Time to Waste – 4:08
4. Gotta Thing for You (featuring Mariah Carey) – 5:03
5. Who I Am – 4:44
6. Boom – 4:09
7. Got It Poppin' – 3:52
8. Chuch (featuring Cee-Lo) – 4:28
9. Get Somebody (featuring Keisha Jackson) – 4:20
10. I Was the One (featuring Anthony Hamilton) – 4:40
11. Gushy Wushy – 3:59